# 朴斗翼
朴斗翼（1942年3月17日—），是一名朝鲜足球员，曾在1966年英格兰世界杯中代表朝鲜国家足球队出战。他最为人知的是在米德尔斯伯勒阿雷森公园球场举行的小组赛最后一场比赛中，朴斗益攻入全場唯一的入球，以1比0战胜了意大利，爆出世界杯历史上最大冷门之一，令朝鲜奇迹地晋级八强。此事令朴斗翼成為朝鲜名人。球赛完毕，朴斗翼重返朝鲜人民军时，军阶更由下士晋升为中士。
英国纪录片导演丹尼尔·戈登在2002年制作了《他们的生活游戏》一片紀述朴斗翼等当年朝鲜男足队员的事蹟。
2008年夏季奧林匹克運動會聖火傳遞，朴斗翼在平壤出任首站傳遞火炬手。

## 外部參考
- http://sports.cctv.com/20080428/102949.shtml （页面存档备份，存于）
- https://web.archive.org/web/20160304071414/http://sports.big5.enorth.com.cn/system/2008/03/19/003000959.shtml
- http://2002.sina.com.cn/g/2002-06-17/1717614.shtml （页面存档备份，存于）
- http://bjyouth.ynet.com/article.jsp?oid=36947306%5B%5D